# 北緯76度線
北緯76度線（ほくい76どせん）は、地球の赤道面より北に76度の角度を成す緯線。北極内部にあり、大西洋、北極海、ヨーロッパ、アジア、北アメリカを通過する。
この緯度の下では、4月25日頃から8月18日頃までの約3ヶ月半の間は白夜になり、11月2日頃から2月9日頃までの約3ヶ月間は極夜になる。

## 通過する地域一覧
北緯76度線は、本初子午線から東に向かって以下の場所を通っている。
| 地理座標                                               | 国土・領土・領海       | 備考 |
| ------------------------------------------------------ | ---------------------- | --- |
| 北緯76度0分 東経0度0分 / 北緯76.000度 東経0.000度      | 大西洋                 | グリーンランド海 ノルウェー海 |
| 北緯76度0分 東経17度14分 / 北緯76.000度 東経17.233度   | バレンツ海             | |
| 北緯76度0分 東経60度19分 / 北緯76.000度 東経60.317度   | ロシア                 | ノヴァヤゼムリャ - セヴェルヌィ島                                                                                                 |
| 北緯76度0分 東経66度31分 / 北緯76.000度 東経66.517度   | カラ海                 | Izvestiy TSIK諸島（ ロシア）のちょうど北を通過。                                                                                  |
| 北緯76度0分 東経92度57分 / 北緯76.000度 東経92.950度   | ロシア                 | タイミル半島 |
| 北緯76度0分 東経113度32分 / 北緯76.000度 東経113.533度 | ラプテフ海             | |
| 北緯76度0分 東経137度54分 / 北緯76.000度 東経137.900度 | ロシア                 | ノヴォシビルスク諸島 - コテリヌイ島                                                                                               |
| 北緯76度0分 東経139度34分 / 北緯76.000度 東経139.567度 | 東シベリア海           | |
| 北緯76度0分 東経140度58分 / 北緯76.000度 東経140.967度 | ロシア                 | ノヴォシビルスク諸島 - コテリヌイ島                                                                                               |
| 北緯76度0分 東経161度24分 / 北緯76.000度 東経161.400度 | 東シベリア海           | ジョホフ島（ ロシア）のちょうど南を通過する。                                                                                     |
| 北緯76度0分 西経122度35分 / 北緯76.000度 西経122.583度 | カナダ                 | ノースウエスト準州 - プリンスパトリック島                                                                                         |
| 北緯76度0分 西経119度27分 / 北緯76.000度 西経119.450度 | クロージャー海峡       | |
| 北緯76度0分 西経118度6分 / 北緯76.000度 西経118.100度  | カナダ                 | ノースウエスト準州 - エグリントン島                                                                                               |
| 北緯76度0分 西経117度33分 / 北緯76.000度 西経117.550度 | ケレット海峡           | |
| 北緯76度0分 西経116度26分 / 北緯76.000度 西経116.433度 | カナダ                 | ノースウエスト準州 - メルヴィル島                                                                                                 |
| 北緯76度0分 西経111度58分 / 北緯76.000度 西経111.967度 | ヘクラ・グリパー海峡   | |
| 北緯76度0分 西経109度29分 / 北緯76.000度 西経109.483度 | カナダ                 | ヌナブト準州 - メルヴィル島 |
| 北緯76度0分 西経107度35分 / 北緯76.000度 西経107.583度 | ウェザーオール湾       | |
| 北緯76度0分 西経106度44分 / 北緯76.000度 西経106.733度 | カナダ                 | ヌナブト準州 - メルヴィル島 |
| 北緯76度0分 西経105度50分 / 北緯76.000度 西経105.833度 | バイアムマーティン海峡 | |
| 北緯76度0分 西経103度22分 / 北緯76.000度 西経103.367度 | カナダ                 | ヌナブト準州 - マッセイ島 |
| 北緯76度0分 西経102度27分 / 北緯76.000度 西経102.450度 | アースキン湾           | アレクサンダー島（ヌナブト準州、 カナダ）のちょうど北を通過。                                                                     |
| 北緯76度0分 西経101度44分 / 北緯76.000度 西経101.733度 | カナダ                 | ヌナブト準州 - バサースト島 |
| 北緯76度0分 西経97度37分 / 北緯76.000度 西経97.617度   | クイーンズ海峡         | ベアリング島（ヌナブト準州、 カナダ）のちょうど北を通過。 ダンダス島、マーガレット島（ヌナブト準州、 カナダ）のちょうど南を通過。 |
| 北緯76度0分 西経94度35分 / 北緯76.000度 西経94.583度   | ウェリントン海峡       | ベイリーハミルトン島（ヌナブト準州、 カナダ）のちょうど北を通過。                                                                 |
| 北緯76度0分 西経92度33分 / 北緯76.000度 西経92.550度   | カナダ                 | ヌナブト準州 - デヴォン島 |
| 北緯76度0分 西経89度55分 / 北緯76.000度 西経89.917度   | ジョーンズ海峡         | |
| 北緯76度0分 西経79度23分 / 北緯76.000度 西経79.383度   | カナダ                 | ヌナブト準州 - コブルク島 |
| 北緯76度0分 西経79度3分 / 北緯76.000度 西経79.050度    | バフィン湾             | |
| 北緯76度0分 西経67度11分 / 北緯76.000度 西経67.183度   | グリーンランド         | |
| 北緯76度0分 西経66度37分 / 北緯76.000度 西経66.617度   | メルヴィル湾           | |
| 北緯76度0分 西経60度6分 / 北緯76.000度 西経60.100度    | グリーンランド         | |
| 北緯76度0分 西経19度54分 / 北緯76.000度 西経19.900度   | ドーブ湾               | |
| 北緯76度0分 西経18度34分 / 北緯76.000度 西経18.567度   | グリーンランド         | ストア・コールデウェイ島 |
| 北緯76度0分 西経18度28分 / 北緯76.000度 西経18.467度   | 大西洋                 | グリーンランド海 |